# TC Matic
TC Matic est un groupe belge de rock, qui a son origine dans le duo rhythm and blues Tjens Couter (Arno Hintjens et le guitariste Paul Decoutere) au début des années 1970.

## Historique

### Tjens Couter
Le groupe est créé en 1974 par Arnold Hintjens, dit Arno Tjens, et Paul Decoutere, dit Paul Couter, qui faisaient auparavant partie du groupe Freckleface (ayant sorti un unique album en 1972). Un premier album, intitulé Who Cares et contenant une reprise du titre Little Red Rooster de Willie Dixon, est publié sous le nom de Tjens Couter en 1975, mais n’obtient pas un grand succès. Les deux musiciens sont ensuite rejoints, en 1977, par Ferre Baelen (basse) et Rudy Cloet (percussions).
Un second album, intitulé Plat du Jour, est publié sous le nom Tjens Couter en 1978, avec en plus la mention « T.C. Band » sur la pochette de l’album. Le groupe obtient à ce moment son premier succès avec le single "Honey Bee / Milk Cow", qui lui permet de publier son album au Royaume-Uni, de tourner en Angleterre, en Belgique, en France, en Allemagne et aux Pays-Bas, et d’effectuer sa promotion dans des célèbres émissions télévisées comme TopPop, la plus célèbres des Pays-Bas, ou dans Rockpalast, en Allemagne.
Les deux albums de Tjens Couter seront réédités respectivement en 2015 et 2016.

### TC Matic
En février 1980, le groupe est rebaptisé TC Matic (association des initiales de Tjens Couter et du nom du poète surréaliste yougoslave Dušan Matić (en)) à la suite de l'arrivée de Serge Feys (claviers) dans le groupe, pour montrer le tournant vers un son plus moderne,. Cependant, quelques mois plus tard, en juin, Paul Decoutere quitte le groupe,. Il est alors remplacé par Jean-Marie Aerts, un autre guitariste, qui écrit avec Arno la plupart des titres du groupe.
TC Matic mêle divers styles : blues, funk, hard rock, new wave et même chanson française. Il en résulte un rock dur avec de fortes influences américaines, mais un caractère européen. TC Matic apporte un mélange original de rock et de new wave au début les années 1980, et reste une référence du rock européen, particulièrement au Benelux.
En 1981, le groupe réalise les enregistrements de la chanteuse Sonia Dufour au Studio ICP à Bruxelles. Deux singles sont distribués à la suite de ces enregistrements coécrits par Arno Hintjens et Sonia Du Four. Produits par Jean-Marie Aerts, les morceaux sont interprétés par les musiciens de TC Matic,.
La même année sort le premier album du groupe, au titre éponyme, contenant la chanson Oh la la la, avec laquelle le groupe obtient un premier succès d'importance en Belgique. En 1982 sort le deuxième album L'Apache. Puis, en 1983 sort le troisième album Choco, sur lequel on retrouve l'inoubliable Putain Putain, hymne européen alternatif, repris plus tard par Stephan Eicher, Nouvelle Vague et Stromae, et qui vaut au groupe une reconnaissance européenne. Enfin, en 1985 sort le dernier album Yé-Yé, sur lequel figure Elle adore le noir (pour sortir le soir). Les quatre albums sortis par le groupe obtiennent d'excellentes critiques.
TC Matic est surtout vanté pour ses prestations live, rehaussées par la forte personnalité et les prestations vocales d'Arno. Le groupe, considéré comme un des plus novateurs du rock européen de cette époque, effectue en effet des tournées qui traversent régulièrement la Scandinavie, l'Angleterre, la France, la Belgique, les Pays-Bas ou l'Allemagne.
En 1985, TC Matic tourne ainsi durant deux mois en première partie du groupe écossais Simple Minds,, qui est alors au sommet de sa popularité, mais les prestations sont jugées décevantes. Hué lors du concert de Paris-Bercy, le groupe se sépare quelques mois plus tard.

### Après TC Matic
Arno Hintjens commence une carrière solo en 1986 sous le nom de scène d’« Arno », avec un succès grandissant en France. Il poursuit un temps sa collaboration avec Jean-Marie Aerts, qui mène une carrière de producteur (entre autres pour Jo Lemaire et Urban Dance Squad). Deux autres membres de TC Matic, le batteur Rudy Cloet et le claviériste Serge Feys, continuent de collaborer avec lui.

## Composition du groupe
- Arno Hintjens - chant
- Paul Decouter - guitare
- Jean-Marie Aerts - guitare
- Rudy Cloet - batterie
- Serge Feys - claviers
- Ferre Baelen - basse

## Discographie

### Albums studio

#### En tant que Tjens Couter
- 1975 : Who Cares
- 1978 : Plat du jour

#### En tant que TC Matic
- 1981 : TC Matic
- 1982 : L'Apache
- 1983 : Choco
- 1985 : Yé Yé

### Compilations

#### En tant que Tjens Couter
- 1978 : Singles 1975-1980
- 1991 : If It Blows (Let It Blow) - A Complication

#### En tant que TC Matic
- 2000 : Compil Complet ! - double-CD
- 2003 : The Essential